# Éric Beauvillain
Pour les articles homonymes, voir Beauvillain.
Eric Beauvillain, né en 1973 en Lorraine, est un écrivain, dramaturge français contemporain et auteur de livres pour enfants et adultes. Il rédige des pièces de théâtre, des nouvelles, et dirige de nombreux ateliers de pratique théâtrale et d'improvisation.

## Biographie

### Formation
Après un DEUG en sciences du langage, Eric Beauvillain obtient une licence en sciences de l'éducation. Il suit ensuite des cours de comédien, de lumière et de mise en scène.

### Théâtre
Homme de théâtre, il cherche à amuser les gens avec des pièces qui surprennent,, il est aussi acteur, metteur en scène et professeur d'improvisation. Établi dans l’Aube, près de Troyes, il pratique le théâtre amateur depuis plus de vingt ans.

### Enseignement
Par ailleurs, Eric Beauvillain est pédagogue, enseignant le théâtre et l'improvisation théâtrale dans des ateliers qu'il mène auprès de divers publics : enfants, préadolescents, adolescents, adultes, enfants en situation de handicap, hommes en détention... 
Il dirige notamment les ateliers municipaux de Nogent-sur-Seine, . Il mène un club d'improvisation théâtrale depuis 2000 en lycée général à Romilly-sur-Seine, en faisant travailler les élèves sur la cohésion du groupe, l'invention d'histoires.
 Il reprend le club de théâtre du même lycée en 2022. Il a enseigné également en lycée professionnel. 

## Œuvres

### Publications
Eric Beauvillain a écrit de nombreuses pièces de théâtre, principalement édités chez ABS et Rire & Théâtre Diffusion ; par exemple :
- Quoi ? Déjà Noël ?, sketches de théâtre (collectif), ABS Éditions[10], 126 pages, 2005,  (ISBN 2-91583-913-1)
- Quoi ? Encore Noël ?, sketches de théâtre (collectif), ABS Éditions[11], 126 pages, 2005,  (ISBN 2-91583-914-X)
- Qu'est-ce qu'on mange ? 20 sketches de théâtre pour enfants (collectif), ABS Éditions[12], 1598 pages, 2005,  (ISBN 2-91583-912-3)
- Scènes de footage, recueil de 17 scènes autour du foot, ABS Éditions[13], 2006, 128 pages,  (ISBN 2-91583-919-0)
- Ah ! Quels enfants !, recueil de textes courts pour enfants, ABS Éditions[14], 2006, 61 pages,  (ISBN 2-91583-923-9)
- Les bienfaits de la colonisation, recueil de textes courts pour enfants (collectif), ABS Éditions[15], 2007, 128 pages,  (ISBN 2-91583-929-8)
- Ainsi soient-elles ?, pièce de théâtre, créée le 1er novembre 2007 à Parne-sur-Roc[16].
- Ah ! Quelle année ! 54 scènes à jouer, 28 dates à fêter, ABS Éditions[17], 148 pages, octobre 2009,  (ISBN 2-91583-955-7)
- SketchUp : Le quotidien mais en drôle !, ABS Éditions[18], 100 pages, 2012,  (ISBN 2-91583-923-9)
- (Des)amours (collectif), ABS Éditions[19], 192 pages, 2009,  (ISBN 978-2-915839-50-0) (BNF 42300570)
- SketchUp Mayo, pires moments de la vie quotidienne, recueil de 19 sketchs, ABS Éditions[20], 2013, 104 pages,  (ISBN 2-91583-923-9)
- Touristes, bienvenue !, pièce de théâtre, Rire & Théâtre Diffusion[21], 2011, 70 pages,  (ISBN 2-95242-503-5)
- Ah ! Quelle école !, ABS Éditions[17], 2013,  (ISBN 2-91583-923-9)

Le site de la Société des auteurs et compositeurs dramatiques (SACD) cite 45 titres d’œuvres.
En octobre 2013, Eric Beauvillain a fait la synthèse de ses savoir-faire en matière de mise en scène dans l'ouvrage :
- Mise en scène mode d'emploi, ABS Éditions[22], 2013, 128 pages,  (ISBN 2-91583-993-X)

### Représentations
Les textes d’Eric Beauvillain ont donné lieu à plus de 400 créations et plus de 1 400 représentations dans le monde du théâtre amateur et une vingtaine de représentations dans le monde professionnel, dans les pays de langue française, en France, en Belgique, en Suisse, au Canada, etc.

### Le défi Beauvillain
En janvier 2013, il se lance le défi de publier chaque jour un duo inédit sur son site.

## Distinctions - Reconnaissance
Eric Beauvillain est lauréat du 19e concours Scénoblique (Rencontres théâtrales de l'Aube) en novembre 2013.
En 2013, il est parrain de la 14e édition du « Printemps du jeune théâtre en Roannais ».
Il fut président de l'une des quinze unions régionales de la Fédération nationale des compagnies de théâtre amateur et d’animation (FNCTA).